# Marokkói dirham
A marokkói dirham (MAD) Marokkó és a vitatott státuszú Nyugat-Szahara hivatalos pénzneme. 1960-ban, 4 évvel a függetlenség elnyerése után vezették be, a marokkói frankot 1:100 arányban váltotta fel. A frank egészen 1974-ig forgalomban maradt, mint a dirham váltópénze, ekkor váltotta fel a centime.

## Érmék
Forgalomban vannak 1, 5, 10, 20, 50 centime, valamint 1, 2, 5, 10 dirham címletű érmék. Az 1 centime-os már ritka, alacsony értéke miatt. Az első érmesorozatot 1974-1987 között bocsátották ki, 1974 előtt csak 1 dirhamos címlet létezett. A ma forgalomban levő érmék nagy részét 1987-ben verték, új motívumokkal. Az 1-20 centime-os érmék előlapján a marokkói címer, a magasabb értékűekén II. Hasszán profilja látható.

### 2002-es sorozat
2002-ben VI. Mohamed király új érmesorozatot bocsátott ki saját arcképével. 
| Névérték   | Műszaki paraméterek | Műszaki paraméterek | Műszaki paraméterek                               | Műszaki paraméterek | Leírás             | Leírás                 | Leírás |
| Névérték   | Átmérő              | Tömeg               | Összetétel                                        | Perem               | Előlap             | Hátlap                 |        |
| ---------- | ------------------- | ------------------- | ------------------------------------------------- | ------------------- | ------------------ | ---------------------- | ------ |
| 1 centime  | 17 mm               | 0,7 g               | alumínium                                         | sima                | A királyság címere | Halászat-motívum       |        |
| 5 centime  | 17,5 mm             | 2 g                 | 92% réz 6% alumínium 2% nikkel                    | sima                | A királyság címere | Hal a halászhajó alatt |        |
| 10 centime | 20 mm               | 3 g                 | 92% réz 6% alumínium 2% nikkel                    | bordás              | A királyság címere | kukoricatermesztés     |        |
| 20 centime | 23 mm               | 4 g                 | 92% réz 6% alumínium 2% nikkel                    | bordás              | A királyság címere | Fibula                 |        |
| ½ dirham   | 21 mm               | 4 g                 | kupronikkel 75% réz 25% nikkel                    | bordás              | A királyság címere | Technológia            |        |
| 1 dirham   | 24 mm               | 6 g                 | kupronikkel 75% réz 25% nikkel                    | bordás              | VI. Mohammed       | A királyság címere     |        |
| 2 dirham   | 26 mm               | 7 g                 | kupronikkel 75% réz 25% nikkel                    | bordás              | VI. Mohammed       | A királyság címere     |        |
| 5 dirham   | 26,2 mm             | 6,8 g               | Gyűrű: 82,5% vas, 17,5% króm Mag: Alumínium-bronz | bordás              | VI. Mohammed       | A királyság címere     |        |
| 10 dirham  | 28 mm               | 12 g                | Gyűrű: Alumínium-bronz Mag: Kupronikkel           | bordás              | VI. Mohammed       | A királyság címere     |        |

### 2011-es sorozat
Új sorozatot bocsátottak ki 2011 augusztusában.
| Névérték   | Műszaki paraméterek | Műszaki paraméterek | Műszaki paraméterek | Műszaki paraméterek                  | Leírás                         | Leírás                       | Dátumok    | Dátumok    |
| Névérték   | Átmérő              | Vastagság           | Tömeg               | Összetétel                           | Előlap                         | Hátlap                       | Első veret | Kibocsátás |
| ---------- | ------------------- | ------------------- | ------------------- | ------------------------------------ | ------------------------------ | ---------------------------- | ---------- | ---------- |
| 10 centime | 20 mm               | 1,4 mm              | 3 g                 | réz                                  | méh, virág, névérték           | Marokkó címere               | 2011       | 2011       |
| 20 centime | 23 mm               | 1,5 mm              | 4 g                 | réz                                  | névérték, virág, Atlanti-óceán | Marokkó címere               | 2011       | 2011       |
| ½ dirham   | 21 mm               | 1,7 mm              | 4 g                 | nikkel                               | két hal, névérték              | Marokkó címere               | 2011       | 2011       |
| 1 dirham   | 24 mm               | 1,7 mm              | 6 g                 | nikkel                               | névérték, Marokkó címere       | VI. Mohammed marokkói király | 2011       | 2011       |
| 5 dirham   | 25 mm               | 2 mm                | 7,5 g               | gyűrű: kupronikkel mag: északi arany | névérték, torony               | VI. Mohammed marokkói király | 2011       | 2011       |
| 10 dirham  | 27 mm               | 2,1 mm              | 9 g                 | mag: kupronikkel gyűrű: északi arany | névérték, erőd                 | VI. Mohammed marokkói király | 2011       | 2011       |

## Bankjegyek
10, 20, 50, 100 és 200 dirham címletű bankjegyek vannak forgalomban. Két bankjegysorozat, az 1987-ben kibocsátott 10, 50, 100, 200 dirhamos, valamint a 2002-ben kibocsátott 50, 100, 200 dirhamos van érvényben. A 20 dirhamost 1996-ban bocsátották ki először. A 10 dirhamost a forgalomban fokozatosan felváltja az érmeváltozat.
2012 decemberében a világon elsőként durasafe (papír-polimer-papír) bankjegyet bocsátott ki a Bank of Magrib. Az első címlet a 25 dirhamos volt.

### 1987-es sorozat
| 1987-es sorozat (1991-ben újrabocsátva) | 1987-es sorozat (1991-ben újrabocsátva) | 1987-es sorozat (1991-ben újrabocsátva) | 1987-es sorozat (1991-ben újrabocsátva) | 1987-es sorozat (1991-ben újrabocsátva) | 1987-es sorozat (1991-ben újrabocsátva)  | 1987-es sorozat (1991-ben újrabocsátva) | 1987-es sorozat (1991-ben újrabocsátva) | 1987-es sorozat (1991-ben újrabocsátva) | 1987-es sorozat (1991-ben újrabocsátva) | 1987-es sorozat (1991-ben újrabocsátva) |
| Kép                                     | Kép                                     | névérték                                | Méret                                   | Szín                                    | Leírás                                   | Leírás                                  | Leírás                                  | Dátumok                                 | Dátumok                                 | Dátumok                                 |
| Előlap                                  | Hátlap                                  | névérték                                | Méret                                   | Szín                                    | Előlap                                   | Hátlap                                  | Vízjel                                  | Nyomtatás                               | kibocsátás                              | visszavonás                             |
| --------------------------------------- | --------------------------------------- | --------------------------------------- | --------------------------------------- | --------------------------------------- | ---------------------------------------- | --------------------------------------- | --------------------------------------- | --------------------------------------- | --------------------------------------- | --------------------------------------- |
|                                         |                                         | 10 dirham                               | 143 × 70 mm                             | sárga és rózsaszín (1987) ibolya (1991) | II. Hasszán                              | marokkói lant                           | II. Hasszán                             | 1987                                    | 1987/1991                               | visszavonva                             |
|                                         |                                         | 50 dirham                               | 148 × 70 mm                             | zöld                                    | II. Hasszán                              |                                         | II. Hasszán                             | 1987                                    | 1987/1991                               | visszavonva                             |
|                                         |                                         | 100 dirham                              | 153 × 75 mm                             | barna                                   | II. Hasszán                              | zöld                                    | II. Hasszán                             | 1987                                    | 1987/1991                               | visszavonva                             |
|                                         |                                         | 200 dirham                              | 158 × 75 mm                             | Kék                                     | II. Hasszán                              | kagyló, rákász és halászhajók           | II. Hasszán                             | 1987                                    | 1991                                    | visszavonva                             |
| 1996-os sorozat                         |                                         |                                         |                                         |                                         |                                          |                                         |                                         |                                         |                                         |                                         |
|                                         |                                         | 20 dirham                               | 130 × 68 mm                             | barna                                   | II. Hasszán                              | II. Hasszán-mecset kútja                | II. Hasszán                             | 1996                                    | 1996                                    | visszavonva                             |
| 2002-es sorozat                         |                                         |                                         |                                         |                                         |                                          |                                         |                                         |                                         |                                         |                                         |
|                                         |                                         | 20 dirham                               | 140 × 70 mm                             | Ibolya                                  | VI. Mohammed                             | Oudayas panorámája                      | VI. Mohammed és "20"                    | 2005                                    | 2005                                    | visszavonva                             |
|                                         |                                         | 50 dirham                               | 147 × 70 mm                             | zöld                                    | VI. Mohammed                             | Agyagépület                             | VI. Mohammed és "50"                    | 2002                                    | 2002                                    | visszavonva                             |
|                                         |                                         | 100 dirham                              | 150 × 78 mm                             | Barna                                   | VI. Mohammed, V. Mohammed és II. Hasszán | Zöld március                            | VI. Mohammed és "100"                   | 2002                                    | 2002                                    | visszavonva                             |
|                                         |                                         | 200 dirham                              | 158 × 78 mm                             | kék                                     | VI. Mohammed és II. Hasszán              | II. Hasszán mecsete                     | VI. Mohammed és "200"                   | 2002                                    | 2002                                    | visszavonva                             |

### 2013-as sorozat
2013. augusztus 15-én új bankjegysorozatot bocsátottak ki.
| Kép      | Kép      | Névérték   | Méret       | Szín         | Leírás                                | Leírás                                                                                     | Dátumok   | Dátumok             | Dátumok     |
| Előoldal | Hátoldal | Névérték   | Méret       | Szín         | Előoldal                              | Hátoldal                                                                                   | nyomtatás | kibocsátás          | visszavonás |
| -------- | -------- | ---------- | ----------- | ------------ | ------------------------------------- | ------------------------------------------------------------------------------------------ | --------- | ------------------- | ----------- |
|          |          | 20 dirham  | 131 x 70 mm | lila, kék    | VI. Mohammed, marokkói díszített kapu | Bou Regreg folyó felett átívelő II. Hasszán híd Rabatban; II. Hasszán-mecset Casablancában | 2013      | 2013. december 12.  | forgalomban |
|          |          | 50 dirham  | 138 x 70 mm | zöld         | VI. Mohammed, marokkói díszített kapu | Ouzoud-vízesés, fa, madár                                                                  | 2013      | 2013. december 12.  | forgalomban |
|          |          | 100 dirham | 145 x 70 mm | barna, sárga | VI. Mohammed, marokkói díszített kapu | tuaregek tevéken                                                                           | 2013      | 2013. augusztus 20. | forgalomban |
|          |          | 200 dirham | 151 x 70 mm | kék          | VI. Mohammed, marokkói díszített kapu | Tanger kikötőjébe befutó hajók, világítótorony                                             | 2013      | 2013. augusztus 15. | forgalomban |

### 2023-as sorozat
A High Security Printing (HSP) EMEA ipari konferencián minden évben „Az év regionális bankjegye” díjjal jutalmazzák azokat a bankjegyeket, amelyek a kiemelkedő dizájnt, a műszaki kifinomultságot és a legmagasabb biztonsági előírásokat ötvözik. A nyertes bankjegyek a művészi igényeket kiváló technológiával és biztonsággal ötvözik, és vonzóan tükrözik az ország kulturális hátterét. 
Marokkó új 100 dirhamos bankjegye „Galaxy” biztonsági szálat használ a gyors és egyértelmű hitelesítés érdekében. A cérna arany-zöld színváltoztatású, egyedi kivitelű, bejegyzett. A három szálablak mindegyikéhez egy adott mintát rendelnek a papírba való regiszter-igaz beszúrással, így minden jegyzet ugyanúgy néz ki. Az új 100 dirhamos bankjegyen például a középső ablakban egy ötágú csillag látható, míg a felső és alsó ablakon flip hatású, megdöntve a DH (dirham) szövegről 100-ra változik.
| Kép      | Kép      | Névérték   | Méret       | Szín         | Leírás                                   | Leírás                                                                               | Dátumok   | Dátumok            | Dátumok     |
| Előoldal | Hátoldal | Névérték   | Méret       | Szín         | Előoldal                                 | Hátoldal                                                                             | nyomtatás | kibocsátás         | visszavonás |
| -------- | -------- | ---------- | ----------- | ------------ | ---------------------------------------- | ------------------------------------------------------------------------------------ | --------- | ------------------ | ----------- |
|          |          | 100 dirham | 144 x 70 mm | barna, sárga | VI. Mohammed                             | Moussem de Tan-Tan ünnepe, Tiznit-Dahla gyorsforgalmi út                             | 2023      | 2023. november 24. | forgalomban |
|          |          | 200 dirham | 151 x 70 mm | kék          | VI. Mohamed híd Haubansnál, VI. Mohammed | stilizált kilátás a Mohamed VI-toronyra és a Marrakesh-Menara nemzetközi repülőtérre | 2023      | 2024. január 12.   | forgalomban |

## Emlékbankjegyek
2012-ben az állami pénzjegynyomda fennállásának 25. évfordulójára hibrid, polimer papír (Durasafe) 25 dirhamos emlékbankjegyet, majd 2019 szeptemberében egy 20 dirhamos emlékbankjegyet bocsátottak ki VI. Mohammed uralkodásának 20. évfordulójára.

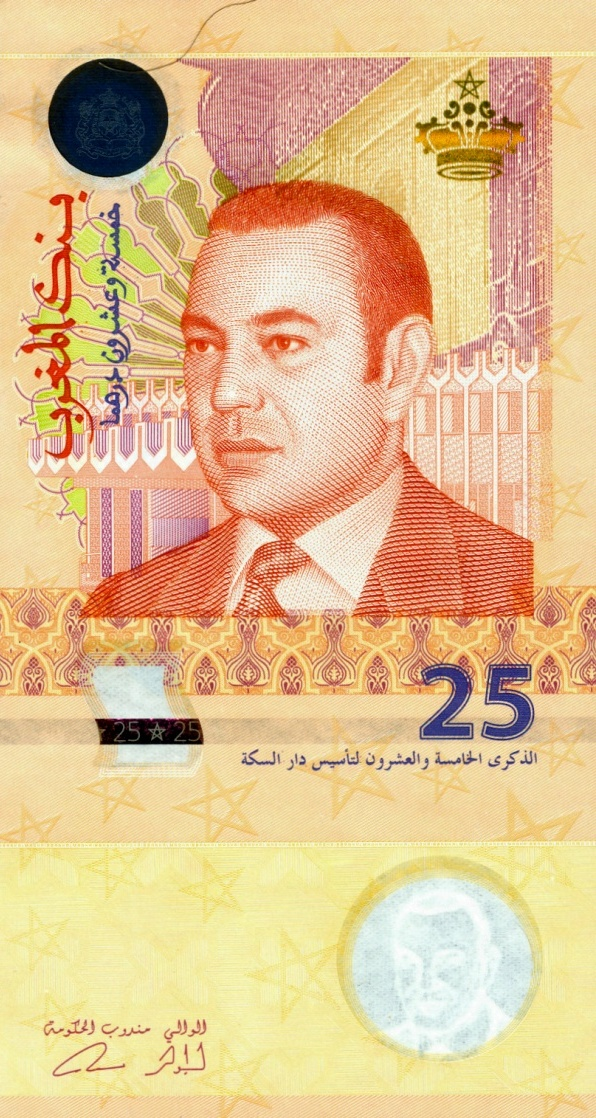
Marokkói 25 dirhamos emlékbankjegy, VI. Mohammed portréjával. A címletet 2012-ben az állami pénzjegynyomda fennállásának 25. évfordulójára hibrid, polimer papír (Durasafe) anyagból bocsátották ki.